# 临洮专区
临洮专区，中华人民共和国旧专区名。
1961年到1963年在甘肃省短期设置的一个专区，专署驻临洮县。原属定西专区的临洮、岷县两县划归临洮专区，后恢复渭源、漳县2县。辖4县。1963年撤销临洮专区，将临洮、渭源2县划归定西专区，漳县划归天水专区，岷县划归武都专区。